# Сторонець (роман)
«Сторонець» — роман українського письменника Романа Андріяшика про Юрія Федьковича, за який автор отримав у 1998 році Шевченківську премію. Написаний у 1992 році.

## Сюжет
|  | Цей роман про Юрія Федьковича. Ми не чинимо сваволі над життям поета. Ми лиш волею своєю свідомо беремо з його життя те, що важливим є для світу сьогодні, залишиться, можливо, надалі, бо у минулому людському не було нічого, що не придалося б нащадкам, — добро це чи зло. У пам'яті наступних поколінь усе мусить посісти свою землю, інакше історія зупиниться край могильної плити цивілізацій, таких нерівних щодо поступу, що жоден знак життя неможна лишати за межами уваги. |